# Pygophora liturata
Pygophora liturata är en tvåvingeart som först beskrevs av Walker 1864.  Pygophora liturata ingår i släktet Pygophora och familjen husflugor. Inga underarter finns listade i Catalogue of Life.